# روبرت مولر(ممثل)
روبرت مولر (بالألمانية: Robert Müller) (و. 1879 – 1968 م) هو ممثل، وممثل أفلام، من النمسا، ولد في فيينا، توفي في برلين، عن عمر يناهز 89 عاماً.

## وصلات خارجية
- روبرت مولر على موقع IMDb (الإنجليزية)